# Zamek w Pokrzywnie
Zamek w Pokrzywnie (niem. Engelsburg) – krzyżacki zamek komturski w Pokrzywnie, siedziba komturów pokrzywieńskich. Obecnie w stanie ruiny. Należał w 1664 roku do starostwa pokrzywnickiego. 

## Historia
Powstał na miejscu słowiańskiego grodu Copriven. Zniszczony gród został nadany biskupowi Chrystianowi w 1222 roku, a po klęsce biskupiej misji nawracania Prus gród przejęli Krzyżacy około 1230 roku.
Pierwszy zamek powstał w XIII wieku. Początkowo była to prymitywna drewniano-ziemna fortalicja, nazywana Engelsberg – Mons Angelorum (Górą Aniołów). Według kroniki Piotra z Duisburga, w roku 1239 zamieszkiwali tam już rycerze zakonu krzyżackiego. Pierwszym komturem pokrzywieńskim był Henryk Brabantczyk i przypuszczalnie wtedy właśnie rozpoczęto budowę murowanego założenia. Na początku ze względu na bezpieczeństwo zaczęto od budowy murów obronnych, a w trakcie realizacji prac do kolejnych fragmentów muru dostawiano wewnętrzną zabudowę. Jednym z komturów Pokrzywna był Gunter von Schwarzburg Młodszy, którego stryjami byli ważni dostojnicy zakonni, bracia Gunter i Zyghard von Schwarzburg.
Pokrzywno pełniło funkcję siedziby komturstwa, z krótką przerwą, aż do śmierci ostatniego komtura Fryderyka von Zollern. Podczas bitwy pod Grunwaldem (1410 r.) zginął komtur Pokrzywna Burchard von Wobecke, a wojska polskie opanowały warownię, jednak nie na długo. Rok po tym wydarzeniu (1411 r.) zamek ponownie znalazł się we władaniu Krzyżaków.
W roku 1411 z inicjatywy wielkiego mistrza Henryk von Plauen Krzyżacy rozpoczęli modernizację systemu obronnego. Został wyremontowany, a mury podwyższono i zaopatrzono w nowocześniejsze strzelnice, a sam Henryk von Plauen po zamachu stanu został zdegradowany i przeniesiony do komturii w Pokrzywnie. Własnością zakonu zamek pozostawał do wybuchu wojny trzynastoletniej w 1454 roku, kiedy został zajęły przez zbuntowane oddziały Związku Pruskiego. Na mocy porozumień drugiego pokoju toruńskiego, w roku 1466, Pokrzywno wraz z całą ziemią chełmińską zostało przyłączone do Polski i aż do pierwszego rozbioru w 1772 roku było siedzibą polskich starostów. Zamek spłonął w 1611 r.
W latach 1626–1630 na terenie warowni mieszkały siostry norbertanki z Żukowa. Podczas potopu Szwedzi zdobyli i spalili zamek, a kaplicę sprofanowali. Za rządów Prusaków (w 1784 r.) całość sprzedano osobie prywatnej, która rozpoczęła jego demontaż z przeznaczeniem na budowę drogi. Rozbiórka została wstrzymana po szybkiej interwencji biskupa chełmińskiego Baiera, jednak osłabione sklepienie kaplicy runęło w roku 1789 i spowodowało dalsze działania likwidacyjne.
W roku 1934 polskie władze konserwatorskie uznały ruiny za zabytek, mimo to w 1965 roku przebudowa drogi doprowadziła do wyburzenia zabudowań przylegających do południowej partii murów. Pierwsze prace zabezpieczające podjęto w roku 1967. 

## Architektura
Gotycki zamek na nieregularnym rzucie składał się z zamku wysokiego i dwóch przedzamczy. Stosunkowo najlepiej zachowała się brama zamku wysokiego, przebudowany spichrz i brama na przedzamczu, ponadto fragmenty ścian budynku głównego i murów obronnych. Dziś ruiny znajdują się w rękach prywatnych, jego nowy właściciel planuje odbudowę zamku.

## Galeria

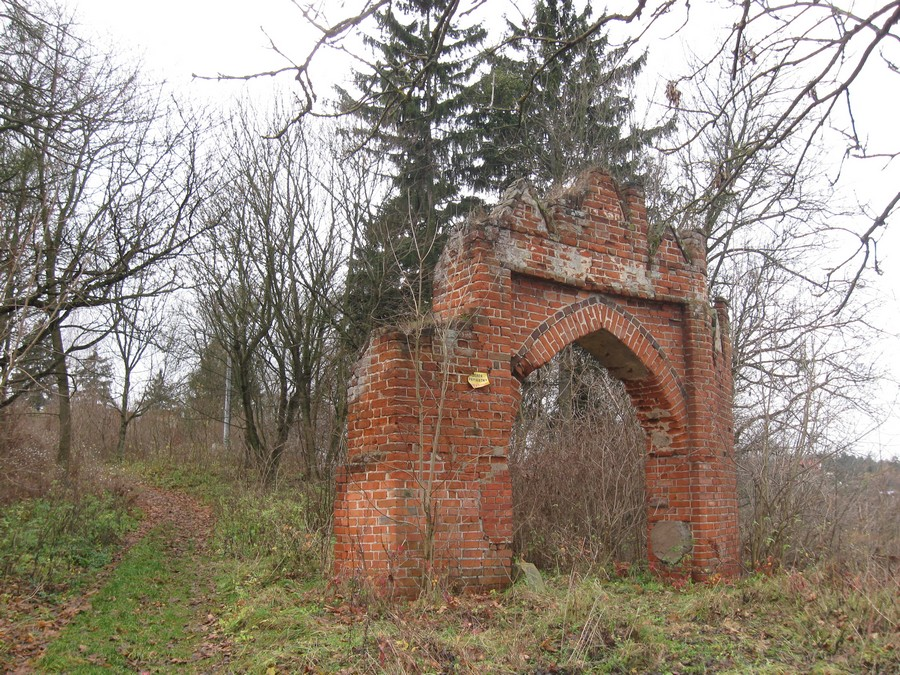
Brama przedzamcza
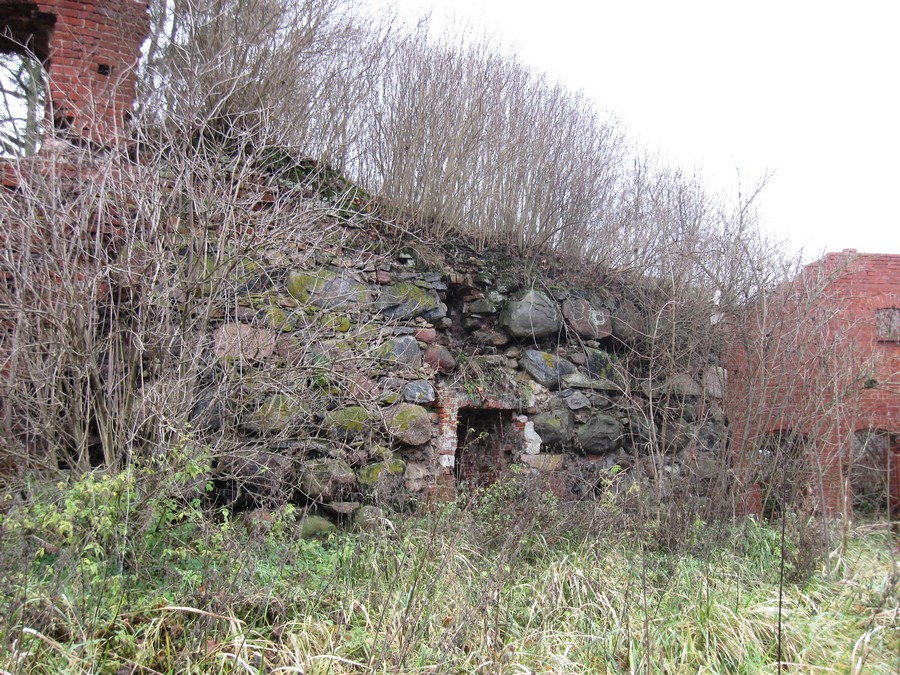
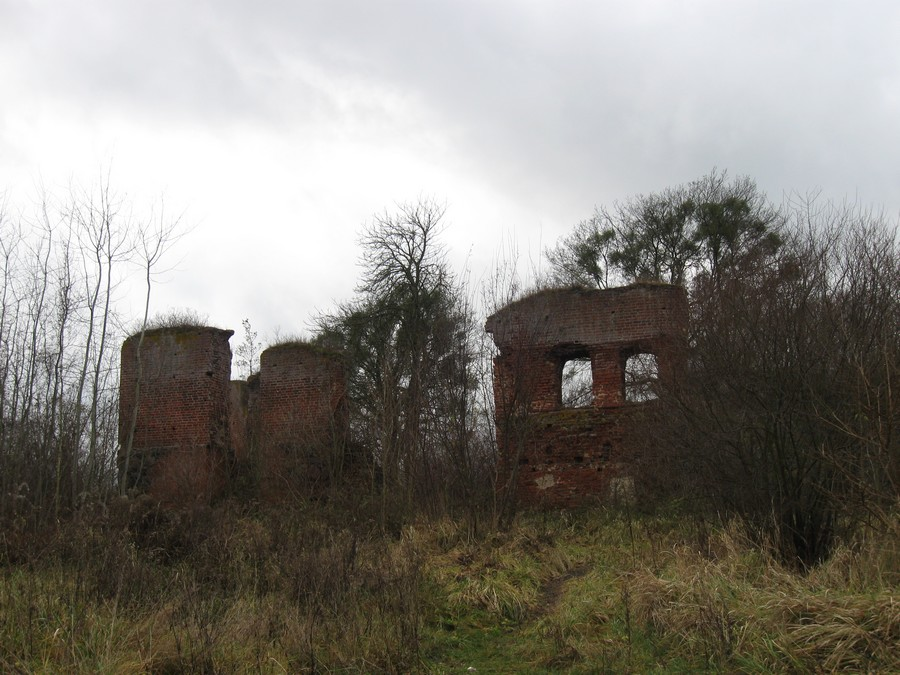
Ruiny budynku głównego
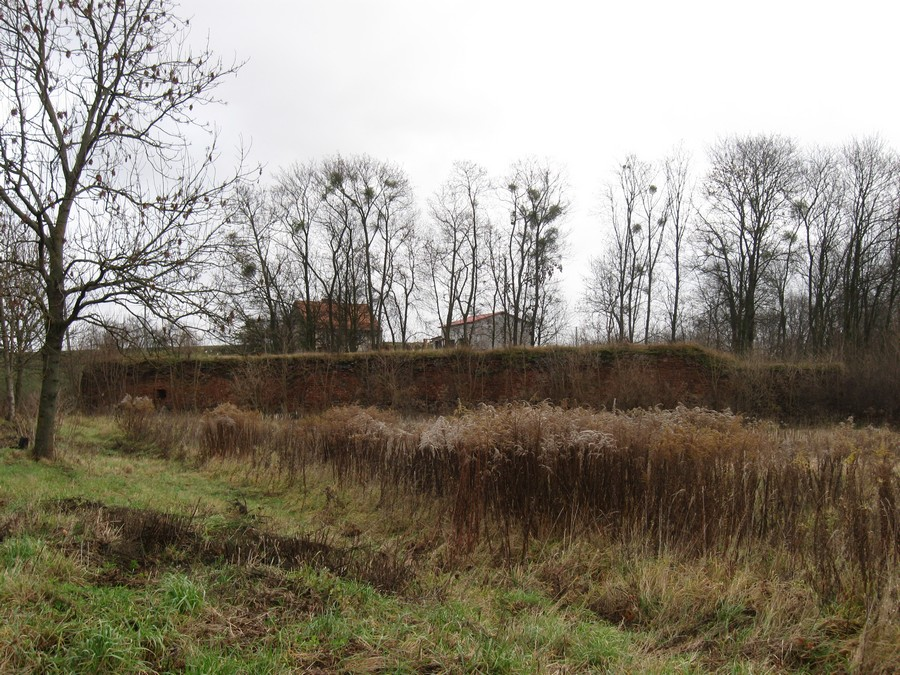
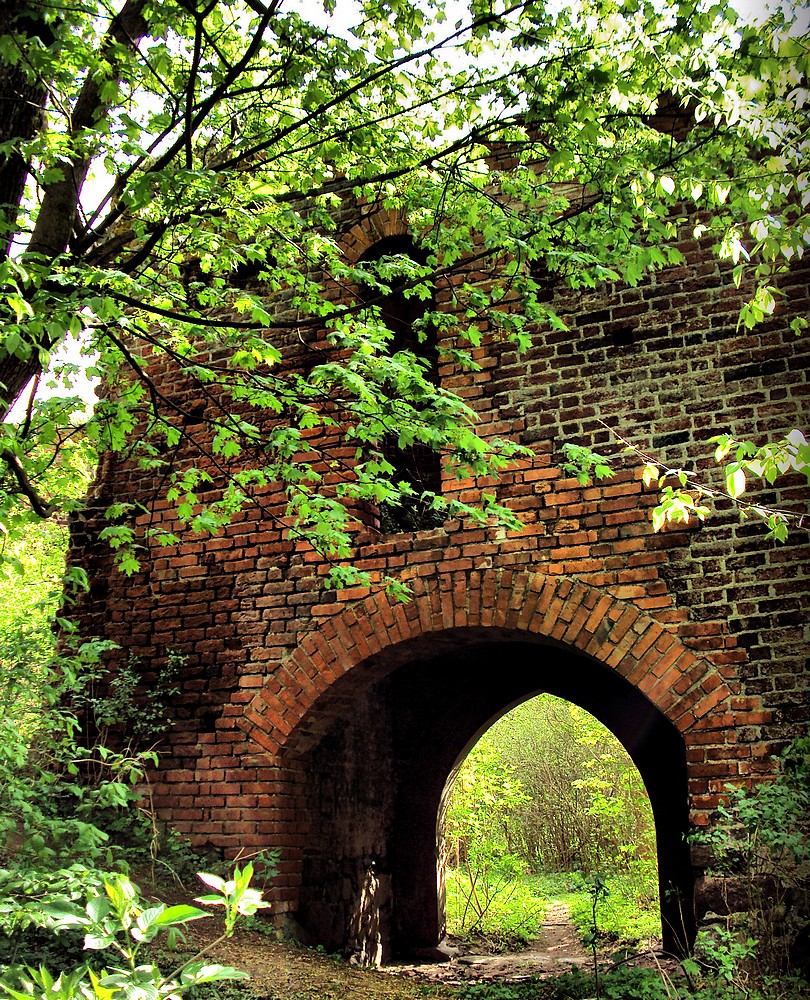
Brama zamku wysokiego